# グッドモーニング、眠れる獅子
『グッドモーニング、眠れる獅子』（グッドモーニング、ねむれるしし）は、ひかりTVにて2022年4月23日に配信されたオリジナルWebドラマである。主演は高岩成二。
キャッチコピーは、「ナメてた芸能マネージャーが、戦闘マシーンでした!?」。

## 概要
平成仮面ライダーシリーズの殆どの作品で主役ライダーのスーツアクターを務め、「ミスター平成仮面ライダー」の異名を持つ高岩の素面での初主演作品である。仮面ライダーW以来多くの特撮作品で高岩の出演作品を担当した坂本浩一が監督を務める。
ヒロインには当時日向坂46のメンバーであった渡邉美穂が起用されたほか、主人公と対峙する敵役にはいずれも平成仮面ライダーシリーズの主演俳優である椿隆之、井上正大、西銘駿、佐野岳が起用された。
好評を得て、2023年4月12日より『グッドモーニング、眠れる獅子2』がLemino・ひかりTVで配信開始された。前作に引き続いて高岩と坂本がタッグを組み、新ヒロインとしてAKB48の小栗有以が起用された。企画会議では「次に高岩さんに何をやらせたいか」となり、見習いシェフという設定が加わった。

## あらすじ
50歳を過ぎて芸能マネージャーとなった九條 和真は、担当する駆け出しのアイドル・綿貫 玲実から邪険に扱われながらも、人一倍の情熱を注いでマネジメント業務に励んでいる。そんな中、大物監督・田崎山竜太郎の最新作である配信ドラマ『ディスタント・ファミリー』の主演女優オーディションの開催を知り、かねてから女優を志望する玲実が参加することになるが、玲実を狙う謎の集団「グリムリーパーズ」の魔の手が忍び寄ろうとしていた。

## 登場人物

### 主要人物
九條 和真
演 - 高岩成二
芸能事務所「ハピネスエンターテインメント」の新人マネージャー。仕事に対する情熱は人一倍だが、担当する玲実からは邪険にされている。
かつては傭兵として活動していたが、亡き戦友の娘である玲実の夢を叶えるべく傭兵を引退し、50歳を過ぎてマネージャーとなった。
綿貫 玲実
演 - 渡邉美穂（当時日向坂46）
2004年2月24日生まれ（魚座）・身長158.2cm・埼玉県出身・血液型A型。
ハピネスエンターテインメントに所属する駆け出しのアイドル。
女優を目指しているが、九條が取って来る仕事がイベントやグラビアの仕事ばかりであり、九條に対しては常に不満を漏らしている。
幼少期に父親が突然失踪したことによるトラウマ（マニックディフェンス）が原因で、泣くことが出来なくなっている。

### 主要人物の関係者
チャーリィ
演 - 横山一敏
バー「アルジャーノン」のマスター。オネエ言葉で話す。
かつては九條の傭兵仲間であり、九條のサポートを務める。
戸塚 塔子
演 - 幸
ハピネスエンターテインメントの社長。売れない玲実に対し冷たい態度で接していたが、オーディション一次審査通過を知り、逆に発破をかけるようになる。ラストでは主演の座は逃したものの、脇役で抜擢された玲実を讃えた。
藤平 司
演 - 今井靖彦
九條とチャーリィの傭兵仲間だった男で、故人。「どんな時も笑って吹き飛ばす」ことを信条としていた。
6年前に九條とチャーリィを庇って敵に対して手榴弾を片手に笑いながら突進し、自爆した。
実は玲実の実の父親であり、玲実の元を去る際に「寂しい時や悲しい時は笑え」と諭した。その後、死の直前に九條に玲実が女優を夢見ていることを伝え、銀のブレスレットを託した。

### グリムリーパーズ
ゲーム感覚で犯罪行為を楽しむ半グレ集団。チャーリィ曰く、幹部は全員イケメン揃いとのこと。
木岡 マサル
演 - 椿隆之
グリムリーパーズの幹部・ダイヤ。元銀行員。生と死の境目を感じることで高揚感を覚え、生命のやりとりを楽しむ冷徹な男。
マフィアのボスに対しロシアンルーレットを持ちかけ、ボス以下構成員たちを殺害した。
平賀 ユウ
演 - 井上正大
グリムリーパーズの幹部・クラブ。元プロ格闘家で、試合中に対戦相手を殺したことがある。相手を壊れるまで暴行し続けることでアドレナリンを高める粗暴な男。
暴力団「銀星会」の事務所を襲撃し、組長以下全ての構成員を叩きのめした。
羽山 直斗
演 - 西銘駿
玲実に付き纏うストーカー。ライブ会場を出入り禁止になり、その会場で爆破事件を起こす。
その正体はグリムリーパーズの幹部・スペード。兄・遼介が玲実を拉致した際は玲実に爆弾付きの首輪を付け、薬物漬けにしようとした。
羽山 遼介
演 - 佐野岳
玲実がグリムリーパーズのメンバーに絡まれた際に玲実を助けた青年。
その正体はグリムリーパーズの幹部・ハート。玲実に執着する弟・直斗（スペード）のために玲実に近づき、オーディション最終審査直前の玲実を拉致した。

### 『ディスタント・ファミリー』の関係者
田崎山 竜太郎
演 - 丈
配信ドラマ『ディスタント・ファミリー』の監督。ヒット作を連発する大物監督。
主演女優オーディションの一次審査での玲実の演技に興味を示す。
園田 紀明
演 - 近藤雄介
『ディスタント・ファミリー』のプロデューサー。玲実のライブを見学するが、玲実に対し最悪な印象を与える。
九條に隠し撮りした密会写真を突き付けられ、口止めとして玲実のオーディション参加を認める。最終審査の際もチャーリィに同じ写真を見せられ、リモートでの参加を許可する。
白石 萌々香
演 - 立野沙紀
「泣ける映画No.1」と評される映画『世界から君がいなくなろうとも』の主演を務める若手のスター女優であり、玲実の憧れの存在。
『ディスタント・ファミリー』の主演女優オーディションに参加し、最終的に主演の座を勝ち取った。
ビジネスライクな自身のマネージャーに不満を抱いており、九條のマネージメントぶりを羨んでいた。

### その他
亀田
演 - キャッチャー中澤
玲実の追っかけの一人。常に一眼レフカメラを首に下げている。
亀田が撮影した写真がグリムリーパーズの幹部の特定に繋がった。
ギャングのボス
演 - チャック・ジョンソン
松本康雄
演 - 高木勝也
暴力団「銀星会」組長。
クラブ（平賀）による襲撃により面子を潰されたことからグリムリーパーズを目の敵としている。
コウジ
演 - 中村浩二
グリムリーパーズ対策のために銀星会に雇われた男。地下格闘技で対戦相手を何人も殺している。
この他、グリムリーパーズの構成員役などで高岩の妻である高岩利恵が主宰するアクションチーム「TEAM☆T.A.W.」(Takaiwa Action Widen)のメンバーが出演しており、同チームのメンバーで高岩の実子である高岩芯泰もグリムリーパーズの構成員役で出演している。

## スタッフ
- 製作 - 永田勝美、與田尚志、香月純一
- エグゼクティブプロデューサー - 上島史朗（ひかりTV）、塚田英明（東映）、川崎岳（東映ビデオ）
- プロデューサー - 目黒正之（東映）、山田真行（東映ビデオ）
- 脚本 - 光益義幸
- 音楽 - 中村康隆
- 撮影 - 百瀬修司
- DIT - 平金聡一郎
- 照明 - 太田博
- 録音 - 井村優佑
- 装飾 - 大熊雄己
- 小道具 - 吉永久美子
- 衣裳 - 滝口晶子
- ヘアメイク - 竹内研登
- 編集 - 金田昌吉
- VFX - キムラケイサク(Tips)
- アクションコーディネート 和田三四郎（BOSアクションユニティ）
- 操演 - 船越幹雄（ライズ）
- 制作プロダクション - 東映テレビ・プロダクション
- 監督・アクション監督 - 坂本浩一
- 製作 - 「グッドモーニング、眠れる獅子」製作委員会（ひかりTV、東映ビデオ、東映チャンネル）

## 劇中歌
- 「ひとりぼっちの革命」 歌 - 渡邉美穂
  - 渡邉は初のソロでの歌唱となる[16]。

## グッドモーニング、眠れる獅子2

### 登場人物
九條和真
演 - 高岩成二
柚木朱音
演 - 小栗有以（AKB48）
鷹野マサキ
演 - 賀集利樹
蜂矢スグル
演 - 半田健人
熊見ヒロト
演 - 出合正幸
綿貫玲実
演 - 渡邉美穂
黒虎
演 - ケイン・コスギ
チャーリイ
演 - 横山一敏
戸塚塔子
演 - ミユキニシジマ
- 村岡弘之
- 高木勝也
- キャッチャー中澤
- 舛田幸希
- 星野奈緒
- 今井靖彦
- 永徳
- 岩田栄慶
- 木下あゆ美（友情出演）
- 木ノ本嶺浩（友情出演）

### スタッフ
- 監督・アクション監督：坂本浩一
- 脚本：光益義幸
- 音楽：中村康隆
- 主題歌：「羨望」歌：ほのかりん
- 製作：永田勝美、柴田尚志、鈴木英夫
- エグゼクティブプロデューサー：上島士朗、塚田英明、川崎岳
- プロデューサー：目黒正之、山田真行
- 撮影：百瀬修司
- 照明：太田博
- 録音：井村雄佑
- 美術：佐々木記貴
- 編集：金田昌吉
- VFX：キムラケイサク
- 製作：「グッドモーニング、眠れる獅子2」製作委員会（ひかりTV、東映ビデオ、東映チャンネル）